# Kopejsk

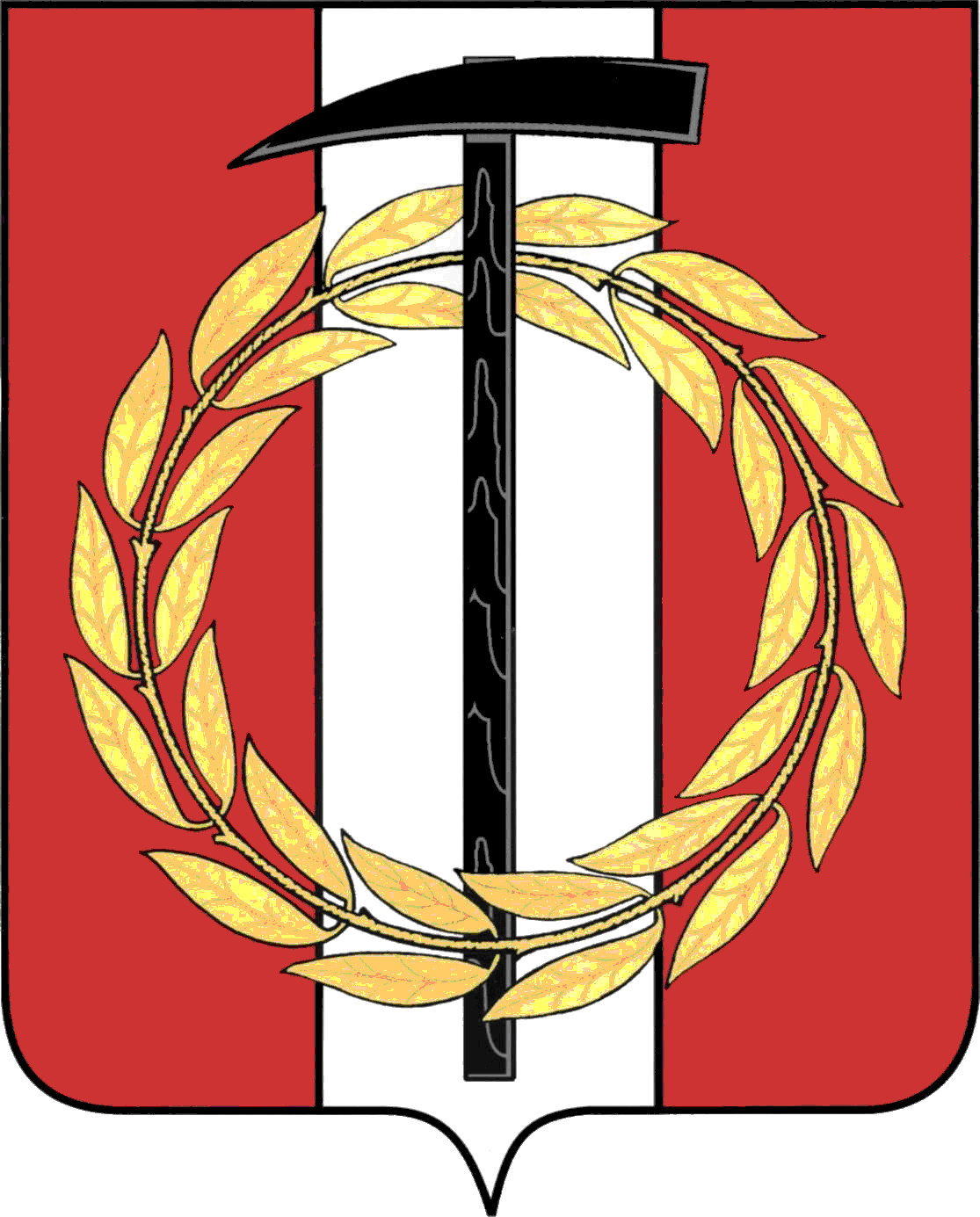
Stadens vapen.

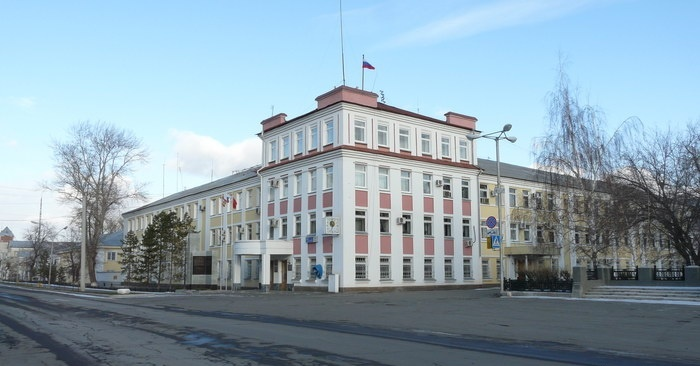
Administrationsbyggnad i Kopejsk.

Kopejsk (ryska: Копе́йск) är en stad i Tjeljabinsk oblast i Ryssland. Den är belägen strax sydost om den större staden Tjeljabinsk. 

## Administrativt område
Kopejsk administrerar även områden utanför själva centralorten. 
| Stad/Ort          | Invånarantal 9 oktober 2002 | Invånarantal 14 oktober 2010 | Invånarantal 1 januari 2015 |
| ----------------- | --------------------------- | ---------------------------- | --------------------------- |
| Kopejsk           | 73 342                      | 137 601                      | 144 552                     |
| Bazjovo           | 11 621                      | Ingen uppgift                | Ingen uppgift               |
| Gornjak           | 14 048                      | Ingen uppgift                | Ingen uppgift               |
| Oktjabrskij       | 10 272                      | Ingen uppgift                | Ingen uppgift               |
| Potanino          | 8 781                       | Ingen uppgift                | Ingen uppgift               |
| Starokamysjinsk   | 11 239                      | Ingen uppgift                | Ingen uppgift               |
| Vachrusjevo       | 4 182                       | Ingen uppgift                | Ingen uppgift               |
| Zjeleznodorozjnyj | 7 391                       | Ingen uppgift                | Ingen uppgift               |
| Landsbygd         | 2 174                       | 2 155                        | 2 157                       |
| TOTALT            | 143 050                     | 139 756                      | 146 709                     |

De mindre orterna är numera sammanslagna med centrala Kopejsk.